# Liselotte Rasmussen
Liselotte Rasmussen en tidligere dansk atlet (kapgang).
Liselotte Rasmussen var medlem af Københavns IF og i periode 1965-1972 vandt hun to individuelle- og to holdguld ved de danske mesterskaber. Det blev også til to landskampe.

## Personlig rekord
10.000 meter gang: 56.12 1972